# Веневитинов, Алексей Владимирович
Алексей Владимирович Веневитинов (2 [14] декабря 1806, Москва — 4 [16] января 1872, Москва) — русский государственный деятель, сенатор,  действительный тайный советник. Брат поэта Дмитрия Владимировича Веневитинова.

## Биография
Родился 2 (14) декабря 1806 в Москве в семье Владимира Петровича Веневитинова (10.06.1777—11.03.1814); мать — Анна Николаевна (14.01.1782—24.09.1841), урождённая княжна Оболенская.
В 1825 году окончил юридический факультет Московского университета и был принят на службу актуариусом в Московский архив Коллегии иностранных дел. С 1829 года по 1835 год служил в Министерстве внутренних дел, затем — в Министерстве императорского двора и уделов; 18 декабря 1846 года был произведён в действительные статские советники; с 17 апреля 1855 года — в тайный советник с назначением присутствовать в Правительствующем сенате; заседал в общем собрании 4-го, 5-го и Межевого департаментов, в 3-м, Межевом и 1-м департаментах.
Занимал должность товарища министра императорского двора и уделов; 28 октября 1866 года был произведён в действительные тайные советники.
В Воронежской губернии имел родовое поместье и 13000 десятин земли, к которым приобрёл ещё  4933 десятин земли и место с домом в Воронеже.
Скончался в Москве 14 (26) января 1872 года; похоронен на кладбище Симонова монастыря.

## Награды
- орден Св. Владимира 4-й ст. (1839)
- орден Св. Владимира 3-й ст.
- орден Св. Станислава 1-й ст. (1848)
- орден Св. Анны 1-й ст. (1851; императорская корона к ордену — 26.08.1856)
- орден Белого орла (1859)
- Орден Св. Владимира 2-й степени (1 января 1865 года)

Также имел баварский ордена Св. Михаила, большой крест

## Семья
Был женат на дочери композитора графа М. Ю. Виельгорского Аполлинарии Михайловне (1818—1874). Их дети:
- Михаил (25.02.1844—14.09.1901); был женат на княжне Ольге Александровне Щербатовой (15.08.1861—04.02.1892), дочери московского городского головы князя А. А. Щербатова, но потомства не оставил.
- Владимир (6.03.1846—30.07.1885) — дипломат, церемониймейстер Императорского двора; был женат на Эмилии Ивановне Боровской и имел двух сыновей и шестерых дочерей (Мария умерла годовалой в июне 1875); его сын Алексей (04.06.1875–1925) — выпускник Александровского лицея 1896 года — был женат в первом браке на Татьяне Анатольевне, племяннице композитора Петра Ильича Чайковского[5].
- Мария (15.08.1850—26.09.1900), замужем за Владимиром Владимировичем Коссиковским; у них — сын Дмитрий
- Сергей (30.06.1853—21.09.1873)